# 칼미키야 공화국의 국가

칼미키야 공화국의 국기

칼미키야 공화국의 국가는 칼미키야 공화국의 국가이다

## 한국어 해석
1절
밝고 아름다운 칼미크 공화국이여
그 모든 것을 품고 이뤄낸다네
그 영광스러운 손에 들려 있다네.
화목한 삶의 강력한 고삐가
후렴
적색 태슬를 단 칼미크인들이여,
우리의 대초원을 장식하자!
조국에 우리의 힘을 바치고,
오래도록 행복하게 살아가자!
조국에 우리의 힘을 바치고,
오래도록 행복하게 살아가자!
2절
다른 언어를 가진 모든 이들과 함께.
공화국은 전진하고 있다네.
우정의 불꽃의 높은 빛 속에서
우리의 미래는 점점 더 강해지고 있다네.
후렴
적색 태슬를 단 칼미크인들이여,
우리의 대초원을 장식하자!
조국에 우리의 힘을 바치고,
오래도록 행복하게 살아가자!
조국에 우리의 힘을 바치고,
오래도록 행복하게 살아가자!
3절
우리의 강한 아이들은 성공해왔다네.
우리의 스텝을 지켜냈다네.
학업에 노력을 기울이고,
그대의 신성한 이름을 받든다네.
후렴
적색 태슬를 단 칼미크인들이여,
우리의 초원을 장식하자!
조국에 우리의 힘을 바치고,
오래도록 행복하게 살아가자!
조국에 우리의 힘을 바치고,
오래도록 행복하게 살아가자!

## 같이 보기
- 부랴트 공화국의 국가
- 몽골의 국가
- 국가 목록